# 罪の声
『罪の声』（つみのこえ）は、塩田武士のサスペンス小説。2016年発表。講談社刊。
グリコ・森永事件をモチーフとしている。2016年度週刊文春ミステリーベスト10国内部門第1位、第7回山田風太郎賞受賞。
2020年に土井裕泰監督、小栗旬主演で映画化された。

## 執筆の経緯
塩田は大学時代にグリコ・森永事件の関係書籍を読み、脅迫電話に子どもの声が使われた事実を知り、自らと同年代でもあるその子どもの人生に関心を抱いたという。将来的にはこれを題材とした小説を執筆したいと考えていたが、塩田は新聞社に就職、記者となった。
その後、塩田は2010年に小説家としてデビューし、担当編集者に相談をもちかけたものの、筆力の低さを理由に断られてしまったため、さらに5年を待って執筆を開始した。執筆に際して、1984年から1985年にかけての新聞にはすべて目を通しているという。作中の犯人はフィクションであるが（実際のグリコ・森永事件でも、犯人検挙には至らず未解決事件となっている）、各事件の発生日時、犯人による脅迫状・挑戦状、事件報道は「極力史実通りに再現しました」としている。

## あらすじ
京都市内で紳士服のテーラーを営む曽根俊也は2015年夏のある日、父の遺品の中からカセットテープと黒革のノートを見つける。ノートには大量の英文のほか、「ギンガ」と「萬堂」の文字が書かれていた。さらにテープを再生すると、何かを語る子供の声が聞こえてきた。
それは31年前、大手製菓メーカーのギンガと萬堂をはじめ食品会社数社が脅迫・恐喝され、既に時効となったものの、現在も未解決のままの“ギンガ萬堂事件”（ギン萬事件）の脅迫犯の音声と全く同じものだった。これが幼い頃の自分の声だと確信した俊也は、父の代から親交のある堀田信二に事情を打ち明ける。堀田はノートを預かり、数日後に俊也を誘って、30年にわたって消息不明の俊也の伯父を知る人物と面会し、伯父の来歴や消息などについて話を聞いた。その人物はギン萬事件と伯父の関わりをうかがわせるようなことを口にした。
一方、ちょうど同じころ、大日新聞大阪本社で文化部記者を務める阿久津英士は、年末掲載予定のギンガ萬堂事件の企画記事に応援要員として駆り出された。イギリスに出張を命じられ、1983年のハイネケン社長誘拐事件について元誘拐交渉人に取材したり、当時イギリスでハイネケン事件を調べていたという中国人を探したものの、空振りに終わる。帰国した阿久津は、事件前にギンガの株価を扱った証券雑誌の記事を見て、仕手筋のやり口を証券関係者から聞いたりするが、事件に直接結びつく話には至らなかった。
堀田と俊也は、得た情報をもとに犯人グループが会合を開いたという料理屋に話を聞きに行く。伯父がいたという証言は得られなかったが、板長は堀田が特徴を伝えた別の男はいたと答える。堀田はそのあとで、生島というその男が元滋賀県警察の人物で、伯父とも交友があったと俊也に打ち明けた。
成果の出ない阿久津は、「くら魔天狗」と名乗っていた犯人グループの無線交信を傍受録音した人物が愛知県にいたという事件当時の取材記録から、再度その情報を洗うことにした。空振りかと思われた取材は、意外な形で成果をもたらした。そこから浮かび上がった人物が常連だったという料理屋に阿久津が取材に入ろうとするころ、堀田と俊也は生島の家族の消息を知る人物を追っていた。やがて、俊也と阿久津はお互いの存在を知る。

## 主な登場人物

### 俊也とその関連人物
曽根俊也
京都市内で父の後を継いでテーラーを営む。既婚で母・妻・娘との4人暮らし。自らの声のテープと父の遺品のノートから、父親が事件に関与したかどうかを知りたいという思いで調査を進める。キツネ目の男を見たおぼろげな記憶がある。36歳。
堀田信二
京都市内でアンティーク家具商を営む。俊也の父とは幼馴染。俊也の調査に協力する。61歳。父親は元京都府警察の刑事。映画版には登場しない。
曽根達雄
俊也の伯父（父親の兄）。新左翼運動とかかわりを持っていた。30年以上前にイギリスで消息を絶っている。
曽根清太郎
俊也の祖父、達雄の父。ギンガに勤めていた1974年に、過激派から内ゲバの標的と間違われて撲殺される。

### 阿久津と大日新聞の人物
阿久津英士
大日新聞大阪本社文化部の記者。学生時代に英検準1級に合格。姫路と京都、大阪で警察担当を経験。36歳で独身。実家は神戸市北区。
鳥居
大日新聞大阪本社社会部の事件担当デスク。ギン萬事件企画記事を発案した。
水島
大日新聞の広告子会社社長。かつては大阪本社社会部次長を務め、ギン萬事件当時は大阪府警察担当。事件当時の資料を保管しており、阿久津に提供する。

### その他
生島秀樹
滋賀県警察の暴力団対策担当刑事だったが、暴力団からの収賄を疑われて内密に警察をやめさせられる。辞職後は京都の警備会社に勤務していた。曽根達雄とは柔道の道場で面識があった。30年以上消息不明。

## 書誌情報
- 塩田武士『罪の声』講談社、2016年。ISBN 978-4-06-219983-4。
- 塩田武士『罪の声』講談社〈講談社文庫〉、2019年。ISBN 978-4-06-514825-9。

## 漫画
須本壮一の作画で、『イブニング』（講談社）において2017年（平成29年）6号から2018年（平成30年）まで連載された。

## オーディオブック

### Audible配信版
2018年8月26日よりAudibleから三好翼による朗読のオーディオブックが、データ配信されている。

### audiobook.jp配信版
2020年4月30日よりaudiobook.jpから登場人物ごとにキャストを割り当てたオーディオブックが、データ配信されている。

#### キャスト
- 阿久津英士：津田健次郎
- 曽根俊哉：大河元気
- 堀田信二：蟹江俊介
- 曽根達雄：宮坂俊蔵
- 鳥居：ボルケーノ太田
- 富田：兼田健一郎
- 朗読：市川和也
- 安西英美
- 岩崎了
- 御崎朱美
- 山本亜衣

## 映画
2020年10月30日に公開された。監督は土井裕泰。主演は小栗旬。小栗と星野源の初共演作品でもあり、一部メディアでは「小栗旬と星野源のW主演」と報じられた。
撮影にあたっては、小栗のスケジュールが『ゴジラvsコング』（2021年公開）の撮影と被っていたが、本作の撮影期間を1か月ずらしたことにより、小栗が『ゴジラvsコング』の撮影地であるオーストラリアへ行くことができたという。

### キャスト
- 阿久津英士：小栗旬[14][15]
- 曽根俊也：星野源[14][15]（子ども時代：甘詩羽）
- 水島洋介：松重豊[16]
- 鳥居雅夫：古舘寛治[16]
- 生島聡一郎：宇野祥平（子ども時代：石澤柊斗、中学生時代：杉田雷麟）
- 生島千代子：篠原ゆき子[16]
- 生島望：原菜乃華[16]
- 生島秀樹：阿部亮平
- 曽根光雄：尾上寛之
- 林：水澤紳吾
- 青木龍一：山口祥行
- 立花幸男：堀内正美
- 藤崎勝：木場勝己
- 佐伯肇：橋本じゅん
- 臼井浩司：桜木健一
- 大島美津子：浅茅陽子
- 天地幸子：高田聖子
- 藤井清一：佐藤蛾次郎
- 秋山宏昌：佐川満男
- 山本志乃：宮下順子
- ニシダ（仮名）：塩見三省
- 須藤みち：正司照枝[16]
- 三谷浩二：沼田爆
- 三谷晴美：岡本麗
- 津村克己：若葉竜也
- 葵(阿久津英士の姉)：須藤理彩
- 曽根亜美：市川実日子[16]
- 河村和信：火野正平[16]
- 曽根達雄：宇崎竜童[16]（若き日の達雄：川口覚）
- 曽根真由美：梶芽衣子（若き日の真由美：阿部純子）[16]

### スタッフ
- 原作：塩田武士『罪の声』（講談社文庫）
- 監督：土井裕泰
- 脚本：野木亜紀子
- 音楽：佐藤直紀
- 主題歌：Uru「振り子」（ソニー・ミュージックレーベルズ）[17]
- プロデューサー：那須田淳、渡辺信也、進藤淳一
- 撮影：山本英夫
- 美術：磯見俊裕、露木恵美子
- 照明：小野晃
- 録音：加藤大和
- 編集：穗垣順之助
- 助監督：藤江儀全
- 衣裳：宮本まさ江
- 記録：加山くみ子
- 制作担当：吉田智、間口彰
- キャスティング：おおずさわこ
- ラインプロデューサー：橋本靖
- 宣伝プロデューサー：江上智彦
- 配給：東宝
- 制作会社：TBSスパークル、フイルムフェイス
- 製作幹事：講談社、TBSテレビ、WOWOW
- 製作：「罪の声」製作委員会（講談社、TBSテレビ、WOWOW、TBSスパークル、トライストーン・エンタテイメント、ジェイアール東日本企画、TCエンタテインメント、朝日新聞社、毎日新聞社）

### 受賞（映画）
- 第44回日本アカデミー賞[18]
  - 最優秀脚本賞（野木亜紀子）[19]
  - 優秀作品賞
  - 優秀主演男優賞（小栗旬）
  - 優秀助演男優賞（宇野祥平、星野源）
  - 優秀監督賞（土井裕泰）
  - 優秀撮影賞（山本英夫）
  - 優秀照明賞（小野晃）
  - 優秀音楽賞（佐藤直紀）
  - 優秀美術賞（磯見俊裕、露木恵美子）
  - 優秀録音賞（加藤大和）
  - 優秀編集賞（穂垣順之助）
  - 話題賞 俳優部門（小栗旬）[20]
- 第45回報知映画賞（2020年度）[21]
  - 作品賞
  - 主演男優賞（小栗旬）
  - 助演男優賞（星野源）
- 第42回ヨコハマ映画祭
  - 助演男優賞（宇野祥平、『本気のしるし〈劇場版〉』とあわせて）[22]
  - 2020年度日本映画ベストテン 第7位[23]
- 第33回日刊スポーツ映画大賞・石原裕次郎賞
  - 作品賞
  - 主演男優賞（小栗旬）[24]
- 第75回毎日映画コンクール
  - 男優助演賞（宇野祥平）[25]
- 第45回エランドール賞（2021年）
  - プロデューサー賞 - 那須田淳（TBSスパークル）・渡辺信也（TBSテレビ）・進藤淳一（フィルムフェイス）[26]
- 第94回キネマ旬報ベスト・テン
  - 日本映画ベスト・テン第7位
  - 助演男優賞（宇野祥平、『本気のしるし〈劇場版〉』ほかと合わせて）[27]
- 第30回日本映画批評家大賞
  - 助演男優賞（宇野祥平）[28]